# Platt Hill State Park
Platt Hill State Park ist ein State Park im US-Bundesstaat Connecticut auf dem Gebiet der Gemeinde Winchester. Der Park war über einige Jahre hin geschlossen. Er bietet Möglichkeiten zum Wandern, Picknicken und Vögel beobachten.

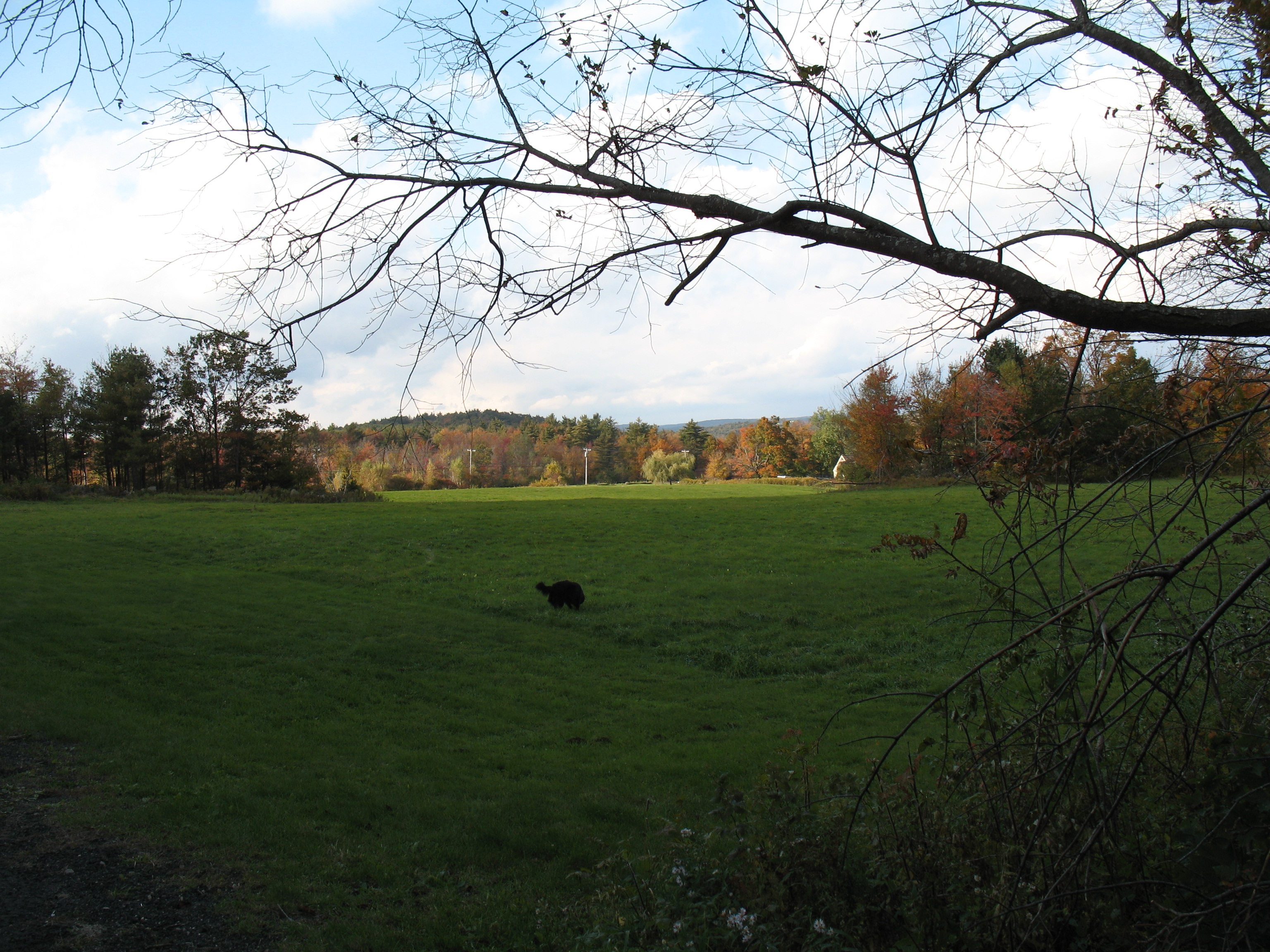
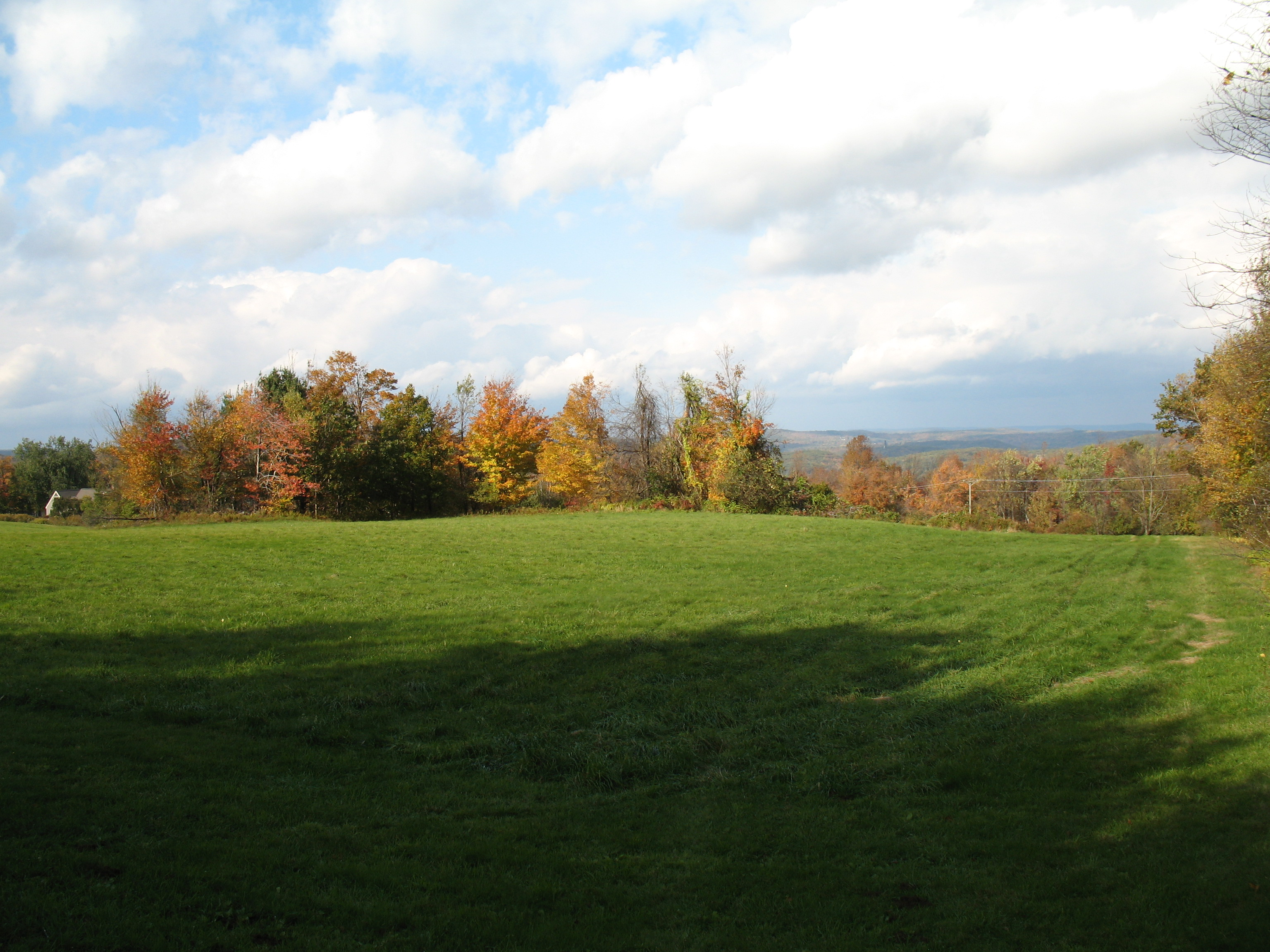

## Geographie
Der sanft geschwungene Platt Hill steigt bis auf 1450 ft (442 m) über dem Meer an. In der Nähe befinden sich zahlreiche Seen, wie zum Beispiel der Highland Lake und der Hurlbut Pond.